# Eunidia ochreoornata
Eunidia ochreoornata är en skalbaggsart som beskrevs av Stefan von Breuning 1970. Eunidia ochreoornata ingår i släktet Eunidia och familjen långhorningar. Inga underarter finns listade i Catalogue of Life.